# Seznam vseh šahovskih otvoritev z ECO klasifikacijo

## A
- A00 neobičajne otvoritve

1. a3, b3, d3, g4, itd...
- A01 Nimcovič-Larsenov napad

1. b3
- A02 Birdova otvoritev

1. f4
- A03 Birdova otvoritev

1. f4 d5
- A04 Retijeva otvoritev

1. Sf3
- A05 Retijeva otvoritev

1. Sf3 Sf6
- A06 Retijeva otvoritev

1. Sf3 d5
- A07 Retijeva otvoritev, kraljevo-indijski napad (Barcza sistem)

1. Sf3 d5 2. g3
- A08 Retijeva otvoritev, kraljevo-indijski napad

1 Sf3 d5 2 g3 c5 3 Lg2
- A09 Retijeva otvoritev

1. Sf3 d5 2. c4
- A10 angleška otvoritev

1. c4
- A11 angleška, Caro-Kann obrambni sistem

1. c4 c6
- A12 angleška, Caro-Kann obrambni sistem s 3.b3

1. c4 c6 2. Sf3 d5 3 b3
- A13 angleška otvoritev

1. c6 e6
- A14 angleška, novokatalanska obramba zavrnjena

1. c4 e6 2. Sf3 d5 3. g3 Sf6 4. Lg2 Le7 5. 0-0
- A15 angleška, angleško-indijska obramba

1. c4 Sf6
- A16 angleška otvoritev

1. c4 Sf6 2. Sc3
- A17 angleška otvoritev z 2...e6

1. c4 Sf6 2. Sc3 e6
- A18 angleška, Mikenas-Carls različica

1. c4 Sf6 2. Sc3 e6 3. e4
- A19 angleška, Mikenas-Carls, sicilijanska različica

1. c4 Sf6 2. Sc3 e6 3. e4 c5
- A20 angleška otvoritev

1. c4 e5
- A21 angleška otvoritev z 2...e5

1. c4 e5 2. Sc3
- A22 angleška otvoritev z 2...Sf6

1. c4 e5 2. Sc3 Sf6
- A23 angleška otvoritev, Bremen sistem, Keresova različica

1. c4 e5 2. Sc3 Sf6 3. g3 c6
- A24 angleška otvoritev, Bremen sistem s 3...g6

1. c4 e5 2. Sc3 Sf6 3. g3 g6
- A25 angleška otvoritev, sicilijanska obrnjena

1. c4 e5 2. Sc3 Sc6
- A26 angleška otvoritev, zaprt sistem

1. c4 e5 2. Sc3 Sc6 3. g3 g6 4. Lg2 Lg7 5. d3 d6
- A27 angleška otvoritev, sistem treh skakačev

1. c4 e5 2. Sc3 Sc6 3. Sf3
- A28 angleška otvoritev, sistem štirih skakačev

1. c4 e5 2. Sc3 Sc6 3. Sf3 Sf6
- A29 angleška otvoritev, štirje skakači, kraljev krilni razvoj

1. c4 e5 2. Sc3 Sc6 3. Sf3 Sf6 4. g3
- A30 angleška otvoritev, simetrična različica

1. c4 c5
- A31 angleška otvoritev, simetrična, Benoni razporeditev

1. c4 c5 2. Sf3 Sf6 3. d4
- A32 angleška otvoritev, simetrična s 4...e6

1. c4 c5 2. Sf3 Sf6 3. d4 cxd4 4. Sxd4 e6
- A33 angleška otvoritev, simetrična s 5...Sc6

1. c4 c5 2. Sf3 Sf6 3. d4 cxd4 4. Sxd4 e6 5. Sc3 Sc6
- A34 angleška otvoritev, simetrična z 2.Sc3

1. c4 c5 2. Sc3
- A35 angleška otvoritev, simetrična z 2...Sc6

1. c4 c5 2 Sc3 Sc6
- A36 angleška otvoritev, simetrična s 3.g3

1. c4 c5 2. Sc3 Sc6 3. g3
- A37 angleška otvoritev, simetrična s 5.Sf3

1. c4 c5 2. Sc3 Sc6 3. g3 g6 4. Lg2 Lg7 5. Sf3
- A38 angleška otvoritev, simetrična s 5...Sf6

1. c4 c5 2. Sc3 Sc6 3. g3 g6 4. Lg2 Lg7 5. Sf3 Sf6
- A39 angleška otvoritev, simetrična, glavna linija s 7.d4

1. c4 c5 2. Sc3 Sc6 3. g3 g6 4. Lg2 Lg7 5. Sf3 Sf6 6. 0-0 0-0 7. d4
- A40 igra daminega kmeta

1. d4
- A41 igra daminega kmeta s 1...d6

1. d4 d6
- A42 moderna obramba, Averbakhov sistem

1. d4 d6 2. c4 g6 3. Sc3 Lg7 4. e4
- A43 stara Benoni obramba

1. d4 c5
- A44 stara Benoni obramba

1. d4 c5 2. d5 e5
- A45 igra daminega kmeta

1. d4 Sf6
- A46 igra daminega kmeta z 2.Sf3

1. d4 Sf6 2. Sf3
- A47 damino-indijska obramba

1. d4 Sf6 2 Sf3 b6
- A48 kraljevo-indijska, vzhodno indijska obramba

1. d4 Sf6 2. Sf3 g6
- A49 kraljevo-indijska, krilni razvoj brez c4

1. d4 Sf6 2. Sf3 g6 3 g3
- A50 igra daminega kmeta

1 d4 Sf6 2. c4
- A51 budimpeška obramba zavrnjena
- A52 budimpeška obramba
- A53 staro indijska obramba
- A54 staro indijska, ukrajinska različica
- A55 staro indijska, glavna linija
- A56 Benoni obramba
- A57 Benko gambit
- A58 Benko gambit sprejet
- A59 Benko gambit, 7.e4
- A60 Benoni obramba
- A61 Benoni obramba
- A62 Benoni, krilni razvoj različica
- A63 Benoni, krilni razvoj različica, 9...Sbd7
- A64 Benoni, krilni razvoj različica, 11...Te8
- A65 Benoni, 6.e4
- A66 Benoni, pawn storm različica
- A67 Benoni, Taimanovova različica
- A68 Benoni, napad štirih kmetov
- A69 Benoni, napad štirih kmetov, glavna linija
- A70 Benoni, klasičen z e4 and Sf3
- A71 Benoni, klasičen, 8.Lg5
- A72 Benoni, klasičen brez 9.O-O
- A73 Benoni, klasičen, 9.O-O
- A74 Benoni, klasičen, 9...a6, 10.a4
- A75 Benoni, klasičen z ...a6 and 10...Lg4
- A76 Benoni, klasičen, 9...Te8
- A77 Benoni, klasičen, 9...Te8, 10.Sd2
- A78 Benoni, klasičen z ...Te8 and ...Sa6
- A79 Benoni, klasičen, 11.f3
- A80 nizozemska obramba
- A81 nizozemska obramba
- A82 nizozemska, Staunton gambit
- A83 nizozemska, Staunton gambit, Staunton's line
- A84 nizozemska obramba
- A85 nizozemska z 2.c4 & 3.Sc3
- A86 nizozemska z 2.c4 & 3.g3
- A87 nizozemska, Leningrad, glavna različica
- A88 nizozemska, Leningrad, glavna različica z 7...c6
- A89 nizozemska, Leningrad, glavna različica z Nc6
- A90 nizozemska obramba
- A91 nizozemska obramba
- A92 nizozemska obramba
- A93 nizozemska, Stonewall, Botwinnik različica
- A94 nizozemska, Stonewall z La3
- A95 nizozemska, Stonewall z Sc3
- A96 nizozemska, klasična različica
- A97 nizozemska, Ilyin-Genevsky različica
- A98 nizozemska, Ilyin-Genevsky različica z Dc2
- A99 nizozemska, Ilyin-Genevsky različica z b3

## B
- B00 otvoritev kraljevega kmeta
- B01 skandinavska obramba
- B02 Aljehinova obramba
- B03 Aljehinova obramba
- B04 Aljehinova obramba, moderna različica
- B05 Aljehinova obramba, moderna različica, 4...Lg4
- B06 Robatsch (moderna) obramba
- B07 Pirceva obramba
- B08 Pirceva, klasičen (dva skakača) sistem
- B09 Pirceva, austrijski napad
- B10 Caro-Kann obramba
- B11 Caro-Kann, dva skakača, 3...Lg4
- B12 Caro-Kann obramba
- B13 Caro-Kann, izmenjalna različica
- B14 Caro-Kann, Panov-Botvinikov napad, 5...e6
- B15 Caro-Kann obramba
- B16 Caro-Kann, Bronstein-Larsenova različica
- B17 Caro-Kann, Steinitzova različica
- B18 Caro-Kann, klasična različica
- B19 Caro-Kann, klasičena, 7...Nd7
- B20 sicilijanska obramba
- B21 sicilijanska, Grand Prix napad
- B22 sicilijanska, Alapinova različica (2.c3)
- B23 sicilijanska, zaprta
- B24 sicilijanska, zaprta
- B25 sicilijanska, zaprta
- B26 sicilijanska, zaprta, 6.Be3
- B27 sicilijanska obramba
- B28 sicilijanska, O'Kellyjeva različica
- B29 sicilijanska, Nimzovich-Rubinsteinova različica
- B30 sicilijanska obramba
- B31 sicilijanska, Nimzovich-Rossolimov napad (z ...g6, brez ...d6)
- B32 sicilijanska obramba
- B33 sicilijanska obramba
- B34 sicilijanska, pospešen krilni razvoj, izmenjalna različica
- B35 sicilijanska, pospešen krilni razvoj, moderna različica z Lc4
- B36 sicilijanska, pospešen krilni razvoj, Maroczy bind
- B37 sicilijanska, pospešen krilni razvoj, Maroczy bind, 5...Bg7
- B38 sicilijanska, pospešen krilni razvoj, Maroczy bind, 6.Be3
- B39 sicilijanska, pospešen krilni razvoj, Breyerjeva različica
- B40 sicilijanska obramba
- B41 sicilijanska, Kan različica
- B42 sicilijanska, Kan, 5.Ld3
- B43 sicilijanska, Kan, 5.Sc3
- B44 sicilijanska obramba
- B45 sicilijanska, Taimanova različica
- B46 sicilijanska, Taimanova različica
- B47 sicilijanska, Taimanova (Bastrikova) različica
- B48 sicilijanska, Taimanova različica
- B49 sicilijanska, Taimanova različica
- B50 sicilijanska obramba
- B51 sicilijanska, Canal-Sokolskyev (Nimzovich-Rossolimov, moskovski) napad
- B52 sicilijanska, Canal-Sokolskyev napad, 3...Ld7
- B53 sicilijanska, Chekhoverjeva različica
- B54 sicilijanska
- B55 sicilijanska, Prins različica, beneški napad
- B56 sicilijanska obramba
- B57 sicilijanska, Sozin (ne Scheveningen)
- B58 sicilijanska, klasična
- B59 sicilijanska, Boleslavsky različica, 7.Sb3
- B60 sicilijanska, Richter-Rauzer
- B61 sicilijanska, Richter-Rauzer, Larsen različica, 7.Dd2
- B62 sicilijanska, Richter-Rauzer, 6...e6
- B63 sicilijanska, Richter-Rauzer, Rauzer napad
- B64 sicilijanska, Richter-Rauzer, Rauzer napad, 7...Le7 obramba, 9.f4
- B65 sicilijanska, Richter-Rauzer, Rauzer napad, 7...Le7 obramba, 9...Nxd4
- B66 sicilijanska, Richter-Rauzer, Rauzer napad, 7...a6
- B67 sicilijanska, Richter-Rauzer, Rauzer napad, 7...a6 obramba, 8...Bd7
- B68 sicilijanska, Richter-Rauzer, Rauzer napad, 7...a6 obramba, 9...Le7
- B69 sicilijanska, Richter-Rauzer, Rauzer napad, 7...a6 obramba, 11.Bxf6
- B70 sicilijanska, zmajeva različica
- B71 sicilijanska, zmajeva, Levenfisherjeva različica
- B72 sicilijanska, zmajeva, 6.Le3
- B73 sicilijanska, zmajeva, klasična, 8.O-O
- B74 sicilijanska, zmajeva, klasična, 9.Sb3
- B75 sicilijanska, zmajeva, jugoslovanski napad
- B76 sicilijanska, zmajeva, jugoslovanski napad, 7...O-O
- B77 sicilijanska, zmajeva, jugoslovanski napad, 9.Lc4
- B78 sicilijanska, zmajeva, jugoslovanski napad, 10.O-O-O
- B79 sicilijanska, zmajeva, jugoslovanski napad, 12.h4
- B80 sicilijanska, Scheveningen različica
- B81 sicilijanska, Scheveningen, Keresov napad
- B82 sicilijanska, Scheveningen, 6.f4
- B83 sicilijanska, Scheveningen, 6.Le2
- B84 sicilijanska, Scheveningen (Paulsen), klasična različica
- B85 sicilijanska, Scheveningen, klasična različica z ...Dc7 in ...Nc6
- B86 sicilijanska, Fischer-Sozinov napad
- B87 siciljanska, Fischer-Sozinov z ...a6 in ...b5
- B88 sicilijanska, Fischer-Sozinov, Leonhardtova različica
- B89 sicilijanska, Fischer-Sozinov, 7.Be3
- B90 sicilijanska, Najdorf
- B91 sicilijanska, Najdorf, Zagrebška (krilni razvoj) različica
- B92 sicilijanska, Najdorf, Zagrebška (krilni razvoj) različica
- B93 sicilijanska, Najdorf, 6.f4
- B94 sicilijanska, Najdorf, 6.Lg5
- B95 sicilijanska, Najdorf, 6...e6
- B96 sicilijanska, Najdorf, 7.f4
- B97 sicilijanska, Najdorf, 7...Db6
- B98 sicilijanska, Najdorf, 7...Le7
- B99 sicilijanska, Najdorf, 7...Le7 glavna linija

## C
- C00 francoska obramba
- C01 francoska, izmenjalna različica
- C02 francoska, napredna različica
- C03 francoska, Tarrasch
- C04 francoska, Tarrasch, Guimardova glavna linija
- C05 francoska, Tarrasch, zaprt različica
- C06 francoska, Tarrasch, zaprt različica, glavna linija
- C07 francoska, Tarrasch, odprt različica
- C08 francoska, Tarrasch, odprt, 4.exd5 exd5
- C09 francoska, Tarrasch, odprt različica, glavna linija
- C10 francoska, Paulsenova različica
- C11 francoska obramba
- C12 francoska, MacCutcheon različica
- C13 francoska, klasična
- C14 francoska, klasična različica
- C15 francoska, Winawerjeva (Nimzovicheva) različica
- C16 francoska, Winawerjeva, napredna različica
- C17 francoska, Winawerjeva, napredna različica
- C18 francoska, Winawerjeva, napredna različica
- C19 francoska, Winawerjeva, napredna, 6...Se7
- C20 igra kraljevega kmeta
- C21 centralna igra
- C22 centralna igra
- C23 lovčeva otvoritev otvoritev
- C24 lovčeva otvoritev, berlinska obramba
- C25 dunajska igra
- C26 dunajska, Falkbeerjeva različica
- C27 dunajska igra
- C28 dunajska igra
- C29 dunajska gambit, Kaufmann različica
- C30 kraljev gambit
- C31 KGZ, Falkbeerjev proti-gambit
- C32 KGZ, Falkbeerjev, 5. dxe4
- C33 kraljev gambit sprejet
- C34 kraljev skakačev gambit
- C35 KGS, Cunningham obramba
- C36 KGS, Abbazia obramba (klasična obramba, moderna obramba)
- C37 KGS, Duaadev gambit
- C38 kraljev skakačev gambit
- C39 kraljev skakačev gambit
- C40 otvoritev kraljevega skakača
- C41 Philidorjeva obramba
- C42 Petrova obramba
- C43 Petrov moderen (Steinitzev) napad
- C44 igra kraljevega kmeta
- C45 škotska igra
- C46 igra treh skakačev
- C47 igra štirih skakačev, škotska različica
- C48 igra štirih skakačev, španska različica
- C49 igra štirih skakačev, dvojni Ruy Lopez
- C50 guioco piano
- C51 Evansov gambit zavrnjen
- C52 Evansov gambit
- C53 giuoco piano
- C54 guioco piano
- C55 obramba dveh skakačev
- C56 obramba dveh skakačev
- C57 obramba dveh skakačev
- C58 obramba dveh skakačev
- C59 obramba dveh skakačev
- C60 Ruy Lopez
- C61 Ruy Lopez, Birdova obramba
- C62 Ruy Lopez, stara Steinitzova obramba
- C63 Ruy Lopez, Schliemannova obramba
- C64 Ruy Lopez, klasična (Cordel) obramba
- C65 Ruy Lopez, Berlinska obramba
- C66 Ruy Lopez, Berlinska obramba, 4.O-O, d6
- C67 Ruy Lopez, Berlinska obramba, odprta različica
- C68 Ruy Lopez, izmenjalna različica
- C69 Ruy Lopez, izmenjalna različica, 5.O-O
- C70 Ruy Lopez,
- C71 Ruy Lopez, moderna Steinitzova obramba
- C72 Ruy Lopez, moderna Steinitzova obramba 5.0-0
- C73 Ruy Lopez, moderna Steinitzova obramba, Richter različica
- C74 Ruy Lopez, moderna Steinitzova obramba
- C75 Ruy Lopez, moderna Steinitzova obramba
- C76 Ruy Lopez, moderna Steinitzova obramba, krilni razvoj (Bronsteinova) različica
- C77 Ruy Lopez, Morphyjeva obramba
- C78 Ruy Lopez, 5.O-O
- C79 Ruy Lopez, Steinitzova odložena obramba (ruska obramba)
- C80 Ruy Lopez, odprta (Tarraschova) obramba
- C81 Ruy Lopez, odprta, Howellov napad
- C82 Ruy Lopez, odprta, 9.c3
- C83 Ruy Lopez, odprta, klasična obramba
- C84 Ruy Lopez, zaprta obramba
- C85 Ruy Lopez, izmenjalna različica dvojna odložena
- C86 Worrallov napad
- C87 Ruy Lopez, zaprta, Averbachova različica
- C88 Ruy Lopez, zaprta
- C89 Ruy Lopez, Marshallov proti-napad
- C90 Ruy Lopez, zaprta (z ...d6)
- C91 Ruy Lopez, zaprta, 9.d4
- C92 Ruy Lopez, zaprta, 9.d4
- C93 Ruy Lopez, zaprta, Smyslova obramba
- C94 Ruy Lopez, zaprta, Breyerjeva obramba
- C95 Ruy Lopez, zaprta, Breyerjeva, 10.d4
- C96 Ruy Lopez, zaprta, 8...Na5
- C97 Ruy Lopez, zaprta, Čigorinova obramba
- C98 Ruy Lopez, zaprta, Čigorinova, 12...Sc6
- C99 Ruy Lopez, zaprta, Čigorinova, 12...c5d4

## D
- D00 igra daminega kmeta
- D01 Richter-Veresov napad
- D02 igra daminega kmeta, 2. Sf3
- D03 Torreov napad, Tartakowerjeva različica
- D04 igra daminega kmeta
- D05 igra daminega kmeta, Zukertortova različica
- D06 damin gambit
- D07 DGZ; Čigorinova obramba
- D08 DGZ; Albinov proti-gambit
- D09 DGZ; Albinov proti-gambit, 5.g3
- D10 DGZ; slovanska obramba
- D11 DGZ; slovanska obramba, 3.Sf3
- D12 DGZ; slovanska obramba, 4.e3 Lf5
- D13 DGZ; slovanska obramba, izmenjalna različica
- D14 DGZ; slovanska obramba, izmenjalna različica
- D15 DGZ; slovanska sprejet, izmenjalna različica, 6.Lf4 Lf5
- D16 DGZ; slovanska sprejet, Alapinova različica
- D17 DGZ; slovanska obramba, češka obramba
- D18 DGZ; nizozemska različica
- D19 DGZ; nizozemska različica
- D20 damin gambit sprejet
- D21 DGS, 3.Sf3
- D22 DGS; Aljehinova obramba
- D23 DGS damin gambit sprejet
- D24 DGS, 4.Sc3
- D25 DGS, 4.e3
- D26 DGS; klasičen različica
- D27 DGS; klasičen različica
- D28 DGS; klasičen različica 7.De2
- D29 DGS; klasičen različica 8...Bb7
- D30 DGZ  damin gambit zavrnjen
- D31 DGZ, 3.Sc3
- D32 DGZ; Tarrasch obramba
- D33 DGZ; Tarrasch, Schlechter-Rubinsteinov sistem
- D34 DGZ; Tarrasch, 7...Le7
- D35 DGZ; 3...Nf6
- D36 DGZ; izmenjalna, pozicijska linija, 6.Dc2
- D37 DGZ; 4.Sf3
- D38 DGZ; Ragozinova različica
- D39 DGZ; Ragozinova, dunajska različica
- D40 DGZ; Semi-Tarrasch obramba
- D41 DGZ; Semi-Tarrasch, 5.cd
- D42 DGZ; Semi-Tarrasch, 7.Ld3
- D43 DGZ; Semi-slovanska
- D44 DGZ; Semi-slovanska 5.Lg5 dc
- D45 DGZ; Semi-slovanska 5.e3
- D46 DGZ; Semi-slovanska 6.Ld3
- D47 DGZ; Semi-slovanska 7.Lc4
- D48 DGZ; Meranska, 8...a6
- D49 DGZ; Meranska, 11. Nxb5
- D50 DGZ; 4.Lg5
- D51 DGZ; 4.Lg5 Sbd7
- D52 DGZ
- D53 DGZ; 4.Lg5 Le7
- D54 DGZ; proti-neo-ortodoksna različica
- D55 DGZ; 6.Sf3
- D56 DGZ; Laskerjeva obramba
- D57 DGZ; Laskerjeva obramba, glavna linija
- D58 DGZ; Tartakowerjev (Makagonov-Bondarevsky) sistem
- D59 DGZ; Tartakowerjev (Makagonov-Bondarevsky) sistem, 8.cd Nxd5
- D60 DGZ; ortodoksna obramba
- D61 DGZ; ortodoksna obramba, Rubinsteinova različica
- D62 DGZ; ortodoksna obramba, 7.Dc2 c5, 8.cd (Rubinsteinova)
- D63 DGZ; ortodoksna obramba, 7.Tc1
- D64 DGZ; ortodoksna obramba, Rubinsteinov napad (s Tc1)
- D65 DGZ; ortodoksna obramba, Rubinsteinov napad, glavna linija
- D66 DGZ; ortodoksna obramba, Bd3 linija
- D67 DGZ; ortodoksna obramba, Bd3 linija, Capablankin osvoboditveni manever
- D68 DGZ; ortodoksna obramba, klasičen različica
- D69 DGZ; ortodoksna obramba, klasičen, 13.dxe5
- D70 Neo-Gruenfeldova obramba
- D71 Neo-Gruenfeldova, 5.cd
- D72 Neo-Gruenfeldova, 5.cd, glavna linija
- D73 Neo-Gruenfeldova, 5.Sf3
- D74 Neo-Gruenfeldova, 6.cd Sxd5, 7.O-O
- D75 Neo-Gruenfeldova, 6.cd Sxd5, 7.O-O c5, 8.Sc3
- D76 Neo-Gruenfeldova, 6.cd Sxd5, 7.O-O Sb6
- D77 Neo-Gruenfeldova, 6.O-O
- D78 Neo-Gruenfeldova, 6.O-O c6
- D79 Neo-Gruenfeldova, 6.O-O, glavna linija
- D80 Gruenfeldova obramba
- D81 Gruenfeldova; ruska različica
- D82 Gruenfeldova 4.Bf4
- D83 Gruenfeldov gambit
- D84 Gruenfeldov gambit sprejet
- D85 Gruenfeldova, izmenjalna različica
- D86 Gruenfeldova, izmenjalna, klasičen različica
- D87 Gruenfeldova, izmenjalna, Spasskyjeva različica
- D88 Gruenfeldova, Spasskyjeva različica, glavna linija, 10...cd, 11.cd
- D89 Gruenfeldova, Spasskyjeva različica, glavna linija, 13.Ld3
- D90 Gruenfeldova, različica treh skakačev
- D91 Gruenfeldova, različica treh skakačev
- D92 Gruenfeldova, 5.Lf4
- D93 Gruenfeldova, z 5. Lf4 O-O 6. e3
- D94 Gruenfeldova, 5.e3
- D95 Gruenfeldova, z 5. e3 O-O 6. Db3
- D96 Gruenfeldova, ruska različica
- D97 Gruenfeldova, ruska različica z 7. e4
- D98 Gruenfeldova, ruska, Smyslova različica
- D99 Gruenfeldova obramba, Smyslova, glavna linija

## E
- E00 igra daminega kmeta
- E01 catalanka, zaprta
- E02 catalanka, odprta, 5.Da4
- E03 catalanka, odprta, aljehinova različica
- E04 catalanka, odprta, 5.Sf3
- E05 catalanka, odprta, klasična linija
- E06 catalanka, zaprta, 5.Sf3
- E07 catalanka, zaprta, 6...Sbd7
- E08 catalanka, zaprta, 7.Dc2
- E09 catalanka, zaprta, glavna linija
- E10 igra daminega kmeta 3. Sf3
- E11 bogo-indijska obramba
- E12 damino-indijska obramba
- E13 damino-indijska, 4.Sc3, glavna linija
- E14 damino-indijska, 4.e3
- E15 damino-indijska, 4.g3
- E16 damino-indijska, Capablankina različica
- E17 damino-indijska, 5.Lg2 Le7
- E18 damino-indijska, stara glavna linija, 7.Sc3
- E19 damino-indijska, stara glavna linija, 9.Dxc3
- E20 nimzo-indijska obramba
- E21 nimzo-indijska, različica treh skakačev
- E22 nimzo-indijska, Spielmannova različica
- E23 nimzo-indijska, Spielmannova, 4...c5, 5.dc Sc6
- E24 nimzo-indijska, Saemischeva različica
- E25 nimzo-indijska, Saemischeva različica, Keres različica
- E26 nimzo-indijska, Saemischeva različica, 4. a3 Lxc3+ 5. bxc3 c5 6. e3
- E27 nimzo-indijska, Saemischeva različica, 5...0-0
- E28 nimzo-indijska, Saemischeva različica, 6. e3
- E29 nimzo-indijska, Saemischeva različica, glavna linija
- E30 nimzo-indijska, leningradska različica,
- E31 nimzo-indijska, Leningrad različica, glavna linija
- E32 nimzo-indijska, klasičena različica
- E33 nimzo-indijska, klasičena različica, 4...Nc6
- E34 nimzo-indijska, klasičena, Noa različica
- E35 nimzo-indijska, klasičena, Noa različica, 5. cxd5 exd5
- E36 nimzo-indijska, klasičena, Noa različica, 5. a3
- E37 nimzo-indijska, klasičena, Noa različica, glavna linija, 7.Dc2
- E38 nimzo-indijska, klasičena, 4...c5
- E39 nimzo-indijska, klasičena, Pirceva različica
- E40 nimzo-indijska, 4.e3
- E41 nimzo-indijska, 4.e3 c5
- E42 nimzo-indijska, 4.e3 c5, 5.Se2 (Rubinsteinova)
- E43 nimzo-indijska, Fischerjeva različica
- E44 nimzo-indijska, Fischerjeva različica, 5.Ne2
- E45 nimzo-indijska, 4.e3, Bronsteinova (Byrnova) različica
- E46 nimzo-indijska, 4.e3 O-O
- E47 nimzo-indijska, 4.e3 O-O, 5.Ld3
- E48 nimzo-indijska, 4.e3 O-O, 5.Ld3 d5
- E49 nimzo-indijska, 4.e3, Botvinikov sistem
- E50 nimzo-indijska, 4.e3 e8g8, 5.Sf3, brez ...d5
- E51 nimzo-indijska, 4.e3 e8g8, 5.Sf3 d7d5
- E52 nimzo-indijska, 4.e3, glavna linija ...b6
- E53 nimzo-indijska, 4.e3, glavna linija ...c5
- E54 nimzo-indijska, 4.e3, Gligorićev sistem s 7...dc
- E55 nimzo-indijska, 4.e3, Gligorićev sistem, Bronsteinova različica
- E56 nimzo-indijska, 4.e3, glavna linija 7...Nc6
- E57 nimzo-indijska, 4. e3, glavna linija 8...dxc4 in 9...Bxc4 cxd4
- E58 nimzo-indijska, 4.e3, glavna linija 8...Lxc3
- E59 nimzo-indijska, 4.e3, glavna linija
- E60 kraljevo-indijska obramba
- E61 kraljevo-indijska, 3.Sc3
- E62 kraljevo-indijska, krilni razvoj različica
- E63 kraljevo-indijska, krilni razvoj, Pannova različica
- E64 kraljevo-indijska, krilni razvoj, jugoslovanski sistem
- E65 kraljevo-indijska, jugoslovanski, 7.O-O
- E66 kraljevo-indijska, krilni razvoj, jugoslovanski Panno
- E67 kraljevo-indijska, krilni razvoj z ...Sd7
- E68 kraljevo-indijska, krilni razvoj, klasična različica, 8.e4
- E69 kraljevo-indijska, krilni razvoj, klasična glavna linija
- E70 kraljevo-indijska, 4.e4
- E71 kraljevo-indijska, Makagonov sistem (5.h3)
- E72 kraljevo-indijska z e4 in g3
- E73 kraljevo-indijska, 5.Le2
- E74 kraljevo-indijska, Averbakhova, 6...c5
- E75 kraljevo-indijska, Averbakhova, glavna linija
- E76 kraljevo-indijska, napad štirih kmetov
- E77 kraljevo-indijska, napad štirih kmetov, 6.Le2
- E78 kraljevo-indijska, napad štirih kmetov, z Le2 and Sf3
- E79 kraljevo-indijska, napad štirih kmetov, glavna linija
- E80 kraljevo-indijska, Saemischeva različica
- E81 kraljevo-indijska, Saemischeva, 5...O-O
- E82 kraljevo-indijska, Saemischeva, dvojni krilni razvoj različica
- E83 kraljevo-indijska, Saemischeva, 6...Sc6
- E84 kraljevo-indijska, Saemischeva, Pannova glavna linija
- E85 kraljevo-indijska, Saemischeva, ortodoksna različica
- E86 kraljevo-indijska, Saemischeva, ortodoksna, 7.Sge2 c6
- E87 kraljevo-indijska, Saemischeva, ortodoksna, 7.d5
- E88 kraljevo-indijska, Saemischeva, ortodoksna, 7.d5 c6
- E89 kraljevo-indijska, Saemischeva, ortodoksna glavna linija
- E90 kraljevo-indijska, 5.Sf3
- E91 kraljevo-indijska, 6.Le2
- E92 kraljevo-indijska, klasična različica
- E93 kraljevo-indijska, Petrosianov sistem, glavna linija
- E94 kraljevo-indijska, ortodoksna različica
- E95 kraljevo-indijska, ortodoksna, 7...Sbd7, 8.Te1
- E96 kraljevo-indijska, ortodoksna, 7...Sbd7, glavna linija
- E97 kraljevo-indijska, ortodoksna, Aronin-Taimanova različica (jugoslovanski napad / Mar del Plata različica)
- E98 kraljevo-indijska, ortodoksna, Aronin-Taimanova, 9.Se1
- E99 kraljevo-indijska, ortodoksna, Aronin-Taimanova, glavna linija